# Milena Mohorič

## Življenje in delo
Milena Mohorič-Premrù, slovenska germanistka, pesnica, publicistka, pedagoginja in prevajalka, * 18. avgust 1905, Ormož,  † 18. avgust 1972, Ljubljana.
Odraščala je v meščanski družini. Njen oče je bil Fran Mohorič, mati pa Kamila Baš. Oče je bil sodnik in se zavzemal za pravice žensk. Svoje tri hčere je vedno spodbujal k izobraževanju, kar je pustilo velik vtis na Mohoričevo. Tako je po končani snovni šoli obiskovala gimnazijo in nato tudi Filozofsko fakulteto v Ljubljani, Ker je že objavljala v listu Mladina. Diplomirala je iz germanistike in slovenske književnosti. Zavedala se je pomembnosti univerze za slovensko ljudstvo. Na začetku je poučevala na gimnazijah v Ljubljani, Novem mestu in Kranju, kasneje pa se je odločila popolnoma posvetiti pisanju in prevajanju. Vedno se je postavila na stran intelektualnih poklicev in jim pripisovala velik pomen. O njenem zasebnem življenju vemo, da je bila poročena s komunistom, pesnikom in inženirjem kemije Vladimirjem Premrujem in, da je leta 1931 rodila sina.
Pred drugo svetovno vojno je postala članica Komunistične partije Slovenije; po okupaciji Jugoslavije je sodelovala z OF in bila zaradi tega leta 1942 internirana v italijansko taborišče.
Po vojni naj bi postala postala profesorica na Visoki pedagoški šoli v Ljubljani, a do tega ni prišlo. Skrajna čustvena napetost vojnih in povojnih let je načela njeno psihično zdravje. Leta 1949 so jo aretirali pod pretvezo, da se je opredelila za Informbiro. Zatem so jo poslali v psihiatrično bolnišnico, kjer je ostala skoraj do smrti.

## Delo
Mohoričeva se je v tridesetih letih 20. stoletja kot avtorica esejev uveljavila v reviji Modra ptica še bolj pa kot avtorica realistične in tudi socialnorealistične proze. Ukvarjala se je s psihologijo ženske in otroka v sočasni, predvsem meščanski družbi (Korenove Saše učna doba, 1940). Med vojno in po vojni je postalo njeno pisanje predvsem propagandistično (Slike iz partizanske bolnišnice, 1944; Motivi z Raba, 1946). Izdala je tudi  pesniško zbirko Samotni breg (1947). Po dolgem premoru pa je bila po njeni smrti objavljena zgodovinska kmečka povest Hiša umirajočih (1975). Njeno delo v slovenskem prostoru ni ŠirŠe znano zaradi druŽbenopolitiČnih okoliŠČin med obema svetovnima vojnama. Dr. Lado Kralj je poskrbel za to, da so njene kratke zgodbe leta 2010 izŠle v zbirki Zgodbe iz tridesetih let. Prej so bile objavljene v revijah in Časopisih z ozkim krogom bralcev, vendar nikoli na enem mestu.